# حمار الزرد الجبلي
حمار الزرد الجبلي (الاسم العلمي: Equus zebra) من الأنواع المهددة بالانقراض. موطنه الأم جنوب غرب أنغولا وناميبيا وجنوب أفريقيا. وتوجد منه اثنان من السلالات، وهو مثل كل حمر الزرد الأخرى مخطط بالأسود والأبيض وهذه الخطوط تسمى بالخريطة أو البصمة حيث لا يوجد اثنان منه لهما نفس تشكيلة الخطوط. وتستثى منطقة البطن فهي بيضاء خالية من الخطوط

## التصنيف
يتكون حمار وحشي الجبل (حمار الزرد الجبلي) من نوعين فرعيين:
| الصورة | النوع الفرعي (النويع)                                                     | التوزيع                            |
| ------ | ------------------------------------------------------------------------- | ---------------------------------- |
|        | حمار زرد جبل كيب [الإنجليزية] أو حمار زرد رأس الرجاء الصالح (E. z. zebra) | مقاطعات غرب وشرق كيب بجنوب إفريقيا |
|        | حمار زرد جبل هارتمان [الإنجليزية] (E. z. hartmannae)                      | جنوب غرب أنغولا وغرب ناميبيا.      |

## المظهر

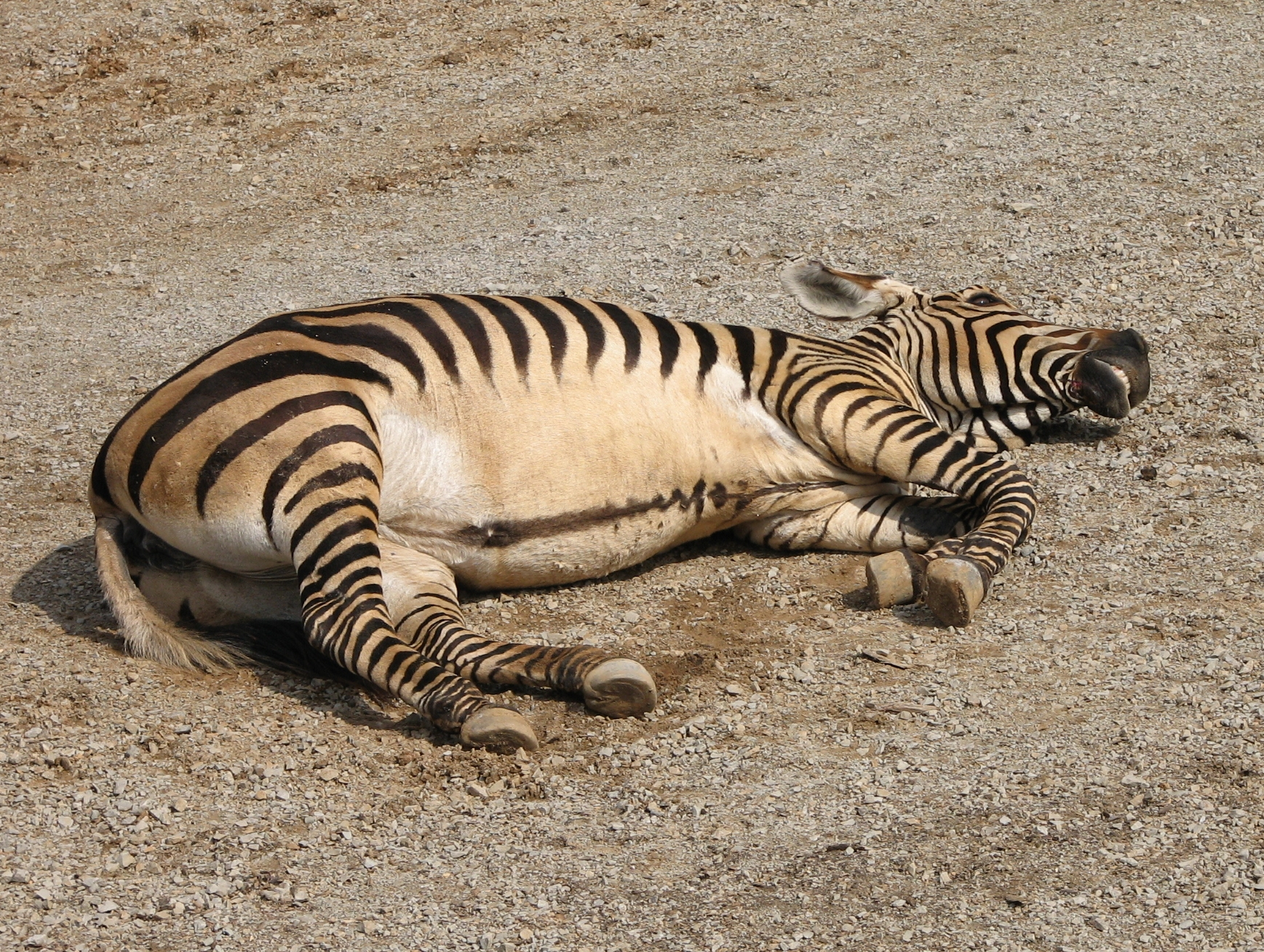
حمار زرد هارتمان الجبلي مُستلقي، مما يظهر خصائص مظهر بطنه غير المخطط.